# Vattanac Capital
La Vattanac Capital es un rascacielos en Phnom Penh, Camboya. El trabajo de construcción comenzó en 2009 y se  terminó en 2014. Alcanzó una altura de 186.7 metros para 38 pisos convirtiéndolo en el edificio más alto de Camboya.
| Predecesor: OCIC Tower | Edificios más altos de Camboya 2014 - Actualidad | Sucesor: - |